# Neyzeh-ye Soflá
Neyzeh-ye Soflá (persiska: نیزه سفلی) är en ort i Iran.   Den ligger i provinsen Västazarbaijan, i den nordvästra delen av landet, 500 km väster om huvudstaden Teheran. Neyzeh-ye Soflá ligger 1 486 meter över havet och antalet invånare är 159.
Terrängen runt Neyzeh-ye Soflá är huvudsakligen kuperad, men söderut är den bergig. Runt Neyzeh-ye Soflá är det ganska tätbefolkat, med 80 invånare per kvadratkilometer. Närmaste större samhälle är Mūsālān, 4,1 km söder om Neyzeh-ye Soflá. Trakten runt Neyzeh-ye Soflá består till största delen av jordbruksmark.